# Túmulo de Wanda

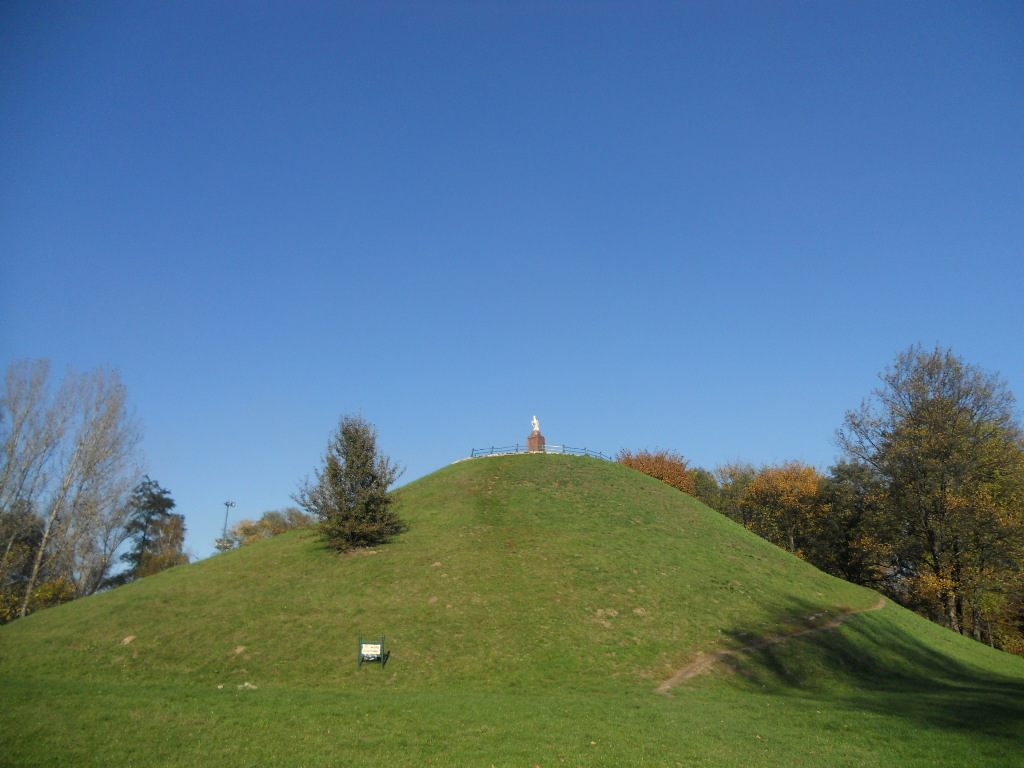
Túmulo de Wanda

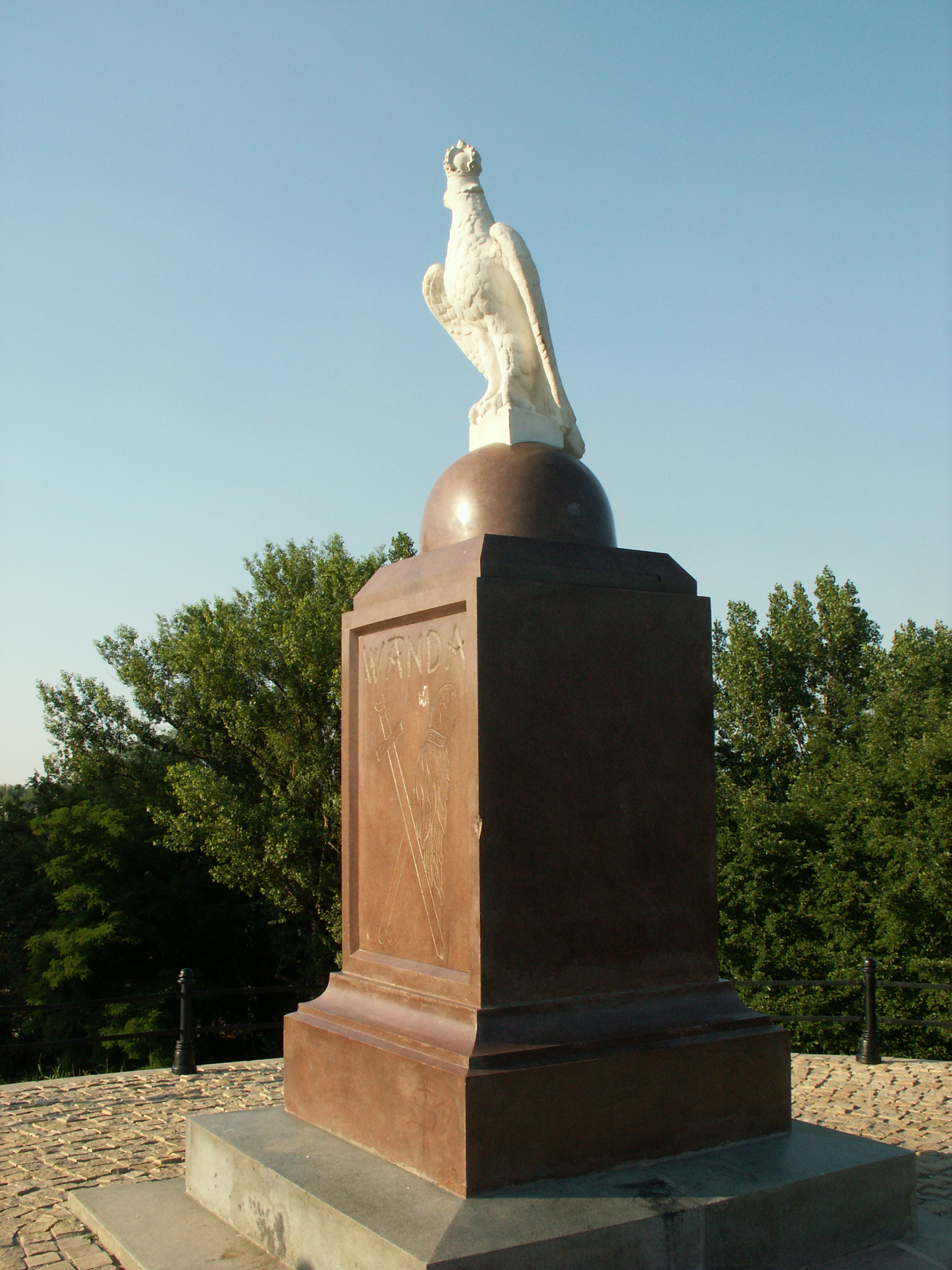
Monumento en la cima del montículo

El túmulo de Wanda (en polaco Kopiec Wandy) es un montículo situado en la localidad de Mogiła (que desde 1949 es un barrio del distrito de Nowa Huta) en Cracovia (Polonia). Se cree que es el lugar donde reposan los restos mortales de la legendaria princesa Wanda. Según una leyenda, se suicidó ahogándose en el río Vístula para evitar un matrimonio no deseado con un alemán. Dicho túmulo se encuentra cerca del lugar en la orilla del río donde se encontró su cuerpo. Los estudios arqueológicos realizados en el lugar en 1913 y a mediados de 1960 no aportaron pruebas concluyentes sobre la antigüedad o la finalidad del montículo.
La base del montículo, de unos 50 metros de diámetro, está a 238 metros de altitud, y tiene una altura de 14 metros. A diferencia de los otros tres montículos de Cracovia, éste no está situado en una colina natural.
El primer registro escrito del montículo data del siglo XIII. A dos kilómetros del emplazamiento, en el año 1225 el obispo de Cracovia, Iwo Odrowąż, construyó un monasterio, llamado Abadía de Mogiła, que sigue existiendo en la actualidad. En 1860 pasó a formar parte de las fortificaciones austro-húngaras, demolidas en 1968-1970. En 1890 se erigió en la cima un monumento diseñado por Jan Matejko: un águila sobre una peana decorada con un relieve de una espada y una rueca bajo la inscripción "Wanda".